# Agnus Dei (film 2016)
Agnus Dei (Les innocentes) è un film drammatico del 2016 diretto da Anne Fontaine.

## Trama
Nel dicembre del 1945 una giovane francese appartenente alla Croce Rossa e studentessa di medicina, Mathilde Beaulieu, viene inviata in Polonia come componente di una missione medica per assistere i sopravvissuti francesi della guerra.
In un vicino convento una suora esce furtivamente in cerca di aiuto medico e entra in contatto con Mathilde. La stessa Mathilde, incapace di capire quello che le sta dicendo la suora, le consiglia di recarsi alla croce rossa polacca, liquidandola frettolosamente. Ore più tardi, dopo aver terminato la sua opera di assistenza in un intervento chirurgico, Mathilde vede la suora fuori il capanno inginocchiata nella neve in preghiera.
Mathilde decide quindi di andare con la suora al suo convento, dove le viene mostrata una giovane consorella in preda ai dolori di travaglio. Rendendosi conto che è un parto podalico Mathilde esegue con successo un cesareo d'emergenza. Suor Maria, una suora bilingue, che è in grado di comunicare con Mathilde in francese, la informa che ci sono un totale di sette suore in stato interessante dopo essere state violentate da soldati sovietici più volte nell'arco di diversi giorni.
Mathilde aiuta quindi le altre sei sorelle a partorire, coadiuvata in un secondo momento dal dottor Gaspard, suo superiore e amante, a dispetto di tutti i pericoli cui va incontro. Tra dubbi di fede, terrore di nuovi attacchi dall'esterno e orrore dei fantasmi del passato con cui scendere a patti, il clima sembrerebbe tornare a distendersi tra le sorelle.
Finché un giorno non emerge un'amara verità: la madre superiora non ha mai dato nessun bimbo nato in adozione, ma, per evitare lo scandalo, ne ha abbandonato due al limitare di un bosco affidandoli alla provvidenza.
Una volta smascherato l'inganno, suor Maria prende in mano la situazione, e Mathilde, prima di partire con la Croce Rossa alla volta di Berlino, ha l'intuizione di affidare gli orfani del paese alle suore. Così facendo, saranno in grado di coprire le nascite e rendersi contemporaneamente utili.
Infine, tre mesi dopo, si vede un fotografo che scatta foto alle suore e gli orfani insieme, finalmente felici.

## Produzione
Il film è una produzione franco-polacco-belga, ed è realizzato con la collaborazione del Polish Film Institute.

### Riprese
Le riprese del film sono iniziate il 13 gennaio 2015 e concluse nel febbraio seguente, nella regione polacca della Varmia.

## Promozione
Il film è stato presentato in anteprima mondiale al Sundance Film Festival del 2016 esattamente un anno dopo la fine delle riprese.

## Distribuzione
In alcuni stati, Italia compresa, il titolo originale Le innocenti è stato cambiato in Agnus Dei.

## Accoglienza

### Incassi
Incassando in Italia oltre 353 mila euro, Agnus Dei ha ottenuto infine un incasso mondiale di circa 7,5 milioni di dollari.

### Critica
Sul sito web Rotten Tomatoes, il film riceve oltre il 95% delle recensioni professionali positive, con un voto di 7,5/10, basato su 112 recensioni; il consenso critico del sito recita: "Il film non è sempre semplice da guardare, ma il suo esplorare con gravezza temi complessi - nonché la sua prospettiva - vale la pena della visione".
Metacritic invece assegna al film un punteggio medio ponderato di 78 su 100, basato su 23 critiche, indicando "recensioni generalmente favorevoli".

## Riconoscimenti
- 2016 - Premi César[8]
  - Candidatura per il miglior film a Anne Fontaine
  - Candidatura per il miglior regista a Anne Fontaine
  - Candidatura per la miglior sceneggiatura originale a Pascal Bonitzer e Anne Fontaine
  - Candidatura per la migliore fotografia a Caroline Champetier
- 2016 - AACTA Award[9]
  - Miglior film internazionale a Anne Fontaine
- 2016 - Norsk filminstitutt
  - Premio Andreas al miglior film a Anne Fontaine[10]
- 2016 - Semana Internacional de Cine de Valladolid
  - Espiga de oro a Anne Fontaine[11]